# Caloplaca epiphora
Caloplaca epiphora är en lavart som först beskrevs av Taylor, och fick sitt nu gällande namn av C. W. Dodge. Caloplaca epiphora ingår i släktet orangelavar och familjen Teloschistaceae.   Inga underarter finns listade i Catalogue of Life.